# Сара бинт Фейсал Аль Сауд
Сара бинт Фейсал Аль Сауд (араб. سارة بنت فيصل آل سعود‎; род. 1935) — представительница правящей в Саудовской Аравии династии Саудитов, старшая дочь короля Фейсала, активистка по защите прав женщин и детей.

## Ранние годы и образование
Сара бинт Фейсал родилась в 1935 году, будучи старшим ребёнком короля Фейсала и Иффат ас-Сунайян, имевшей турецкое происхождение. Её родные братья и сёстры — принцы и принцессы Мухаммед (1937—2017), Латифа, Сауд (1940—2015), Абдул Рахман (1942—2014), Бандар (1943—2015), Турки (род. 1945), Лулува (род. 1948) и Хайфа (род. 1950).
Сара бинт Фейсал в детстве выучила турецкий язык благодаря своей матери. Она окончила колледж Уэллсли.

## Деятельность
Принцесса Сара основала одну из первых благотворительных организаций в Саудовской Аравии — «Аль-Нахду» в 1962 году, которую она возглавляет и по сей день. Эта структура была удостоена первой премии Шайо для правозащитных организаций стран Персидского залива в 2009 году. Сара бинт Фейсал также открыла частную школу Аль-Тарбея Аль-Исламия в Эр-Рияде в 1964 году. Она является председателем совета учредителей и попечителей Университета Эффат, а также председателем базирующейся в Эр-Рияде организации «Art of Heritage». Кроме того, она входит в состав других различных организаций, включая Махарат-центр.
11 января 2013 года принцесса Муди была избрана в Консультативную ассамблею, став одной из первых 30 саудовских женщин Саудовской Аравии, назначенных в этот законосовещательный орган. Она была одной из двух представительниц королевской династии в совете (другая — Муди бинт Халид, дочь короля Халида). Срок полномочий обеих женщин закончился в декабре 2016 года, когда король Салман назначил новых членов ассамблеи.

## Личная жизнь
Сара бинт Фейсал — вдова Мухаммада ибн Сауда, сына короля Сауда. У них не было детей.

## Награды
В мае 2013 года принцесса Сара была удостоена ордена короля Абдель-Азиза первой степени за свою общественную деятельность.